# Leidingstraat Antwerpen-Ruhr

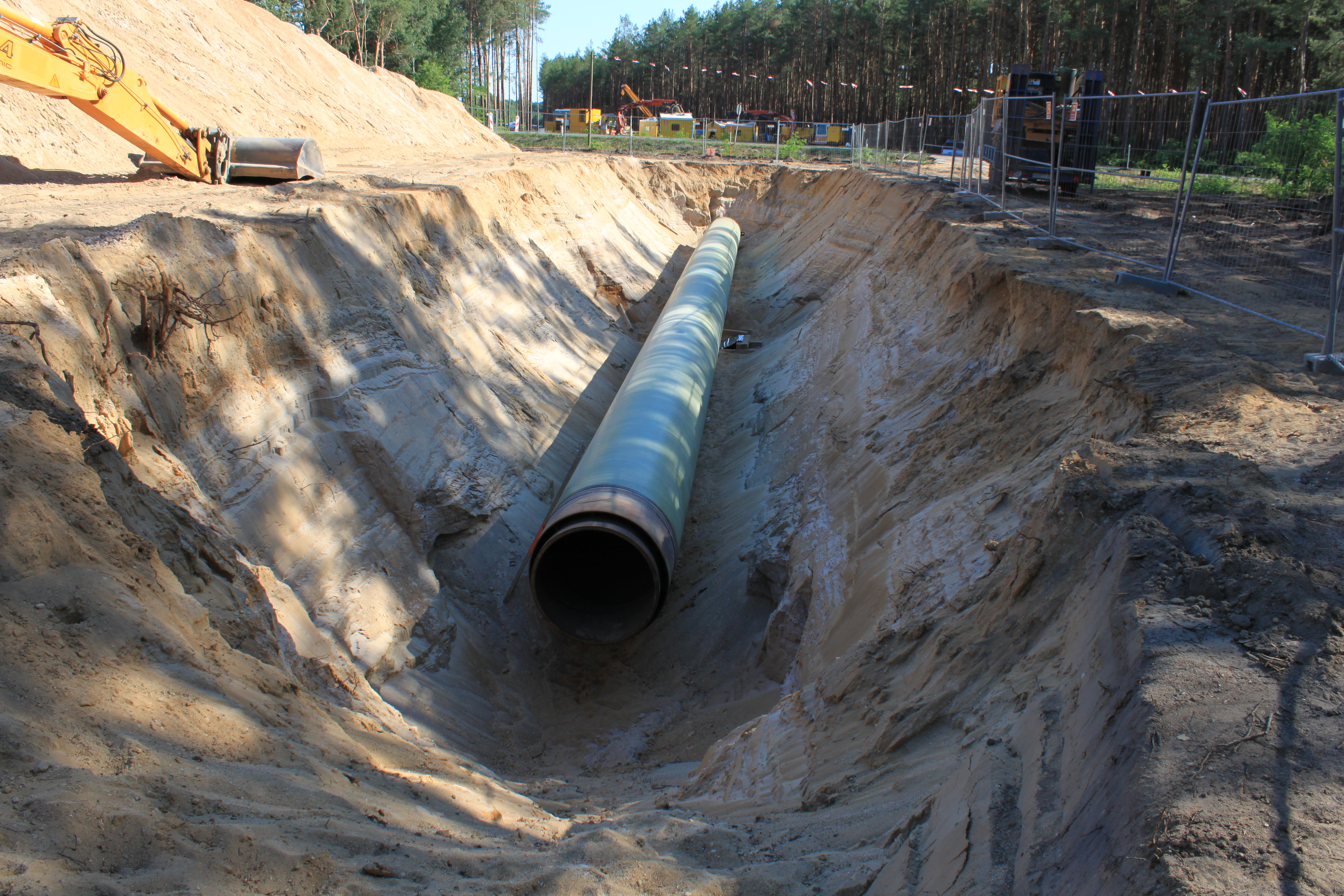
Aanleg van een ondergrondse pijpleiding (voorbeeld).

De Leidingstraat Antwerpen-Ruhr is een geplande terreinstrook van 45 meter breed, gaande van Antwerpen richting Ruhrgebied, tot de Belgisch-Nederlandse grens bij Geleen. In de strook kunnen meerdere pijpleidingen ondergronds aangelegd worden, op een diepte van 80 tot 120 cm. De geplande leidingstraat zou over het grondgebied lopen van 45 gemeenten in de provincies Antwerpen, Limburg en Vlaams-Brabant.

## Voor- en nadelen
De leidingstraat moet de concurrentiepositie van de Antwerpse petrochemische cluster versterken. De bestaande pijpleidingen geraken verzadigd, waardoor meer en meer chemisch transport via de weg verloopt. Dat is minder efficiënt en duurzaam dan een pijpleiding. Uit het Onderzoek naar de potenties van de leidingstraat Antwerpen–Ruhr bleek echter dat er van een rechtstreekse verschuiving van wegvervoer naar pijpleiding, een belangrijk argument van de pijpleidingenfederatie, in de praktijk nauwelijks sprake is, omdat de pijpleiding vooral toekomstige groei zou opvangen.
Nadelen zijn onder meer het grote aantal onteigeningen met bijbehorende compensatie, risico's en hinder voor omwonenden tijdens maar ook na de werken, beperking van de landbouw en andere activiteiten rond de leidingstraat, en de schade aan kwetsbare natuur- en bosgebieden.

## Mogelijke tracés
De leidingstraat zou vertrekken vanuit de Antwerpse haven, ter hoogte van de Frans Tijsmanstunnel, en doorheen de Kempen en over Dilsen-Stokkem of Maasmechelen verder richting Geleen en het Ruhrgebied. Er werden drie tracés voorgesteld, met nog mogelijke aansluitingen voor chemische producten:
- het tracé "Combinatie" of "centraal" (geel aangeduid op het kaartje opgenomen in de GRUP, 130 km): Antwerpen-Grobbendonk-Meerhout-Oudsbergen-Dilsem-Stokkem of Maasmechelen naar Geleen
- het tracé "Zuid" (blauw, 145-150 km): zoals voorgaande, maar vanaf Meerhout over Lanaken-Hasselt-Genk tot Oudsbergen en verder
- het tracé "Noord" (rood, 165-175 km): Antwerpen-Wuustwezel-Lille-Geel-Hechtel-Eksel naar Oudsbergen en verder.

Na een reeks bezwaren werd in februari 2022 besloten de tracés te herzien. In januari 2023 liet minister Demir weten dat het dossier tijdelijk werd stilgelegd, tot meer duidelijkheid en expliciete plannen van de industrie ingediend worden. Hoe dan ook zouden zoveel mogelijk onteigeningen van woningen vermeden worden, en maakt het tracé “centraal/combinatie” nog weinig kans.

### Betrokken gemeenten
In totaal zouden, naargelang het tracé, 45 gemeenten betrokken kunnen zijn bij de aanleg. Het gaat om Antwerpen, As, Balen, Beerse, Beringen, Brecht, Diest, Dilsen-Stokkem, Geel, Genk, Grobbendonk, Halen, Ham, Hasselt, Hechtel-Eksel, Herentals, Herenthout, Houthalen-Helchteren, Kalmthout, Kapellen, Kasterlee, Laakdal, Leopoldsburg, Lille, Lummen, Maaseik, Maasmechelen, Malle, Meerhout, Mol, Olen, Oudsbergen, Peer, Ranst, Rijkevorsel, Schoten, Stabroek, Tessenderlo, Westerlo, Wijnegem, Wommelgem, Wuustwezel, Zandhoven, Zonhoven en Zutendaal.

## Procedure
De eerste plannen voor een dergelijke leidingstraat gaan terug tot 2005. Op 18 december 2020 keurde de Vlaamse Regering dan de startnota goed voor de opmaak van het GRUP Leidingstraat Antwerpen-Ruhr (Geleen). Een toelichting met beschrijving en tracés werd gepubliceerd door het departement Omgeving.
Het plan doorloopt nu een fase van definitief ontwerp en openbaar onderzoek. Tijdens een eerste publieke raadpleging, die eind april 2021 was afgesloten, werden duizenden opmerkingen en bezwaren ingestuurd.